# بائک جونگ-نام
بائک جونگ-نام (انگلیسی: Baek Jeong-nam؛ ۱۹۳۶ – ۲۰۰۵) بازیکن بسکتبال اهل کره جنوبی بود. وی در بازی‌های المپیک تابستانی ۱۹۵۶ شرکت کرده‌است.